# Eiga Pretty Cure Dream Stars!
Eiga Pretty Cure Dream Stars! (映画 プリキュアドリームスターズ！?, Eiga Purikyua Dorīmu Sutāzu!, Eiga Precure Dream Stars!, lett. "Pretty Cure Dream Stars! - Il film") è un film del 2017 diretto da Hiroshi Miyamoto.
È il ventiduesimo film d'animazione tratto dal franchise Pretty Cure di Izumi Tōdō. Il film, realizzato in CGI e in minor parte animato in 2D, vede per personaggi principali le Pretty Cure dalla dodicesima fino alla quattordicesima serie (esclusa Cure Parfait), per un totale di dodici protagoniste femminili.

## Trama
Sakuragahara, terra dei ciliegi in fiore, è minacciata dal malvagio Karasutengu e i suoi scagnozzi. Per chiedere aiuto e sfuggire al suo controllo, una bambina di nome Sakura e una volpe blu di nome Shizuku scappano, ma Shizuku viene catturata prima di attraversare il varco verso la salvezza. Rimasta sola, Sakura riesce ad entrare in contatto con le Leggendarie Guerriere Pretty Cure e, una volta riunite queste, insieme partono alla volta di Sakuragahara per salvare i ciliegi in fiore e Shizuku, nel frattempo divenuta umana sotto ipnosi di Karasutengu con il nome di Samidare. L'amore di Sakura prevale sul male e le Pretty Cure fanno ritornare alla normalità la sua amica Shizuku e battono definitivamente Karasutengu, salvando la terra di Sakuragahara. Finita la battaglia, Sakura e Shizuku, insieme alle Pretty Cure, possono finalmente ammirare la fioritura dei ciliegi.

## Personaggi esclusivi del film
Sakura (サクラ?, Sakura)
È una misteriosa bambina proveniente da Sakuragahara, terra dei ciliegi in fiore. Possiede una Miracle SakuLight, con la quale può viaggiare tra i mondi. Ha sempre avuto difficoltà a fare amicizia fino a quando non conosce Shizuku, che diventa presto la sua migliore amica. Per sconfiggere Karasutengu e liberare il suo mondo, trova la forza di chiedere aiuto alle Pretty Cure.
Shizuku (シズク?, Shizuku) / Samidare (五月雨?, Samidare)
È una volpe dal pelo blu proveniente da Sakuragahara. Ha un profondo legame con Sakura e non esita a difenderla, anche a costo della sua stessa vita. Nel tentativo di sfuggire da Karasutengu, per salvare Sakura, rimane sua prigioniera e questo attraverso l'ipnosi la rende umana e sua serva con il nome di Samidare; grazie all'amore di Sakura, si libera e torna con le sembianze di volpe. Ha l'abilità di trasformare tutto ciò che tocca in origami.
Karasutengu (鴉天狗?, Karasu Tengu)
È un demone piuttosto malvagio che tuttavia incute poca paura visto il suo aspetto e il modo di parlare buffo. Prende il controllo del mondo di Sakuragahara, annullando la fioritura dei ciliegi e rendendo tutto di sua proprietà. Quando conosce le Pretty Cure, vuole sconfiggerle per poi inserirle nella sua collezione di tesori. Riesce a catturare Shizuku, rendendola la serva Samidare, ma l'amore verso Sakura la libera. Ha poteri legati all'ipnosi.
Aka Inu (赤狗? lett. "Cane rosso") & Ki Inu (黄狗? lett. "Cane giallo")
Sono seguaci di Karasutengu dall'aspetto di due Shīsā, rispettivamente rosso e giallo. Possono fondersi insieme e generarne uno più grosso di colore viola di nome Oo Inu (大狗? lett. "Cane grande").

## Oggetti magici
Miracle SakuLight (ミラクルサクライト?, Mirakuru SakuRaito)
È una piccola torcia con l'estremità di cristallo a forma di coniglietto che proietta un fascio di luce. Trasforma il coraggio in un nuovo potere per le Pretty Cure e può aprire varchi verso gli altri mondi.
In Giappone, quando è uscito il film, le Miracle SakuLight sono state realmente distribuite al pubblico nelle sale, difatti nella sequenza introduttiva del lungometraggio si vedono Cure Whip e Pekorin spiegare come utilizzarla per incitare le Pretty Cure durante la visione.

## Trasformazioni e attacchi
- Attacco: le Princess Pretty Cure e le Mahō tsukai Pretty Cure si dispongono in cerchio in aria, dal quale scaturisce un raggio di energia che investe le Kirakira Pretty Cure e dona più potere a Cure Whip, la quale genera un grande pugno di crema energetica che colpisce il nemico.
- Attacco finale: aiutate da Sakura e Shizuku, Cure Flora, Cure Miracle e Cure Whip insieme al loro gruppo di Pretty Cure, generano con la crema energetica una Cure Whip gigante che contrasta il nemico (anch'egli diventato gigante) e infine si trasforma in un vortice che risucchia il nemico al suo interno ed esplode, sconfiggendolo.

## Luoghi
Sakuragahara (桜が原?, Sakuragahara)
È conosciuta come la "terra dei ciliegi in fiore", visto l'enorme quantità che vi sono, nonché il luogo natio di Sakura e Shizuku.

## Colonna sonora
| Nº | Titolo CD | Numero tracce | Data uscita     |
| -- | --- | ------------- | --------------- |
| 1  | Sakura MISSION ~Precure Relation~ / Kimi wo yobu basho (桜ＭＩＳＳＩＯＮ～プリキュアリレーション～／君を呼ぶ場所?) | 4             | 15 marzo 2017   |
| 2  | Eiga Precure Dream Stars! - Original Soundtrack (映画 プリキュアドリームスターズ！ オリジナル・サウンドトラック?)  | 35            | 15 marzo 2017   |
| 3  | Precure eiga shudaika Collection 3 (プリキュア映画主題歌コレクション３?)                                           | 26            | 31 ottobre 2018 |

### Sigle
La sigla originale di apertura è composta da Yasuo Kosugi con il testo di Kumiko Aoki, mentre quella di chiusura da Kaoru Ōkubo con il testo suo e di Hiroko Yamazaki.
Sigla di apertura
- Sakura MISSION ~Precure Relation~ (桜ＭＩＳＳＩＯＮ～プリキュアリレーション～?), cantata da Rie Kitagawa con Mayumi Gojō e Yuka Uchiyae (coro)

Sigla di chiusura
- Kimi wo yobu basho (君を呼ぶ場所?), cantata da Yoshino Kimura

## Distribuzione
Il film è stato proiettato per la prima volta nelle sale cinematografiche giapponesi il 18 marzo 2017. Il DVD e il Blu-ray sono usciti il 19 luglio 2017.

## Accoglienza
Nel primo fine settimana di proiezione, il film ha incassato la cifra di 158 milioni di yen, piazzandosi al quinto posto del box office. L'incasso totale è di 700 milioni di yen circa.

## Altri adattamenti
Un adattamento in cartaceo del film è stato pubblicato da Kōdansha il 21 marzo 2017 con ISBN 978-4-06-344672-2.